# Propiedad de la relación binaria homogénea
En matemáticas, una relación binaria homogénea es una relación matemática {\displaystyle {\mathcal {R}}} entre dos elementos que pertenecen al mismo conjunto. Una relación {\displaystyle {\mathcal {R}}} de {\displaystyle A^{2}} se puede representar mediante pares ordenados {\displaystyle (a,b)} para los cuales se cumple una propiedad {\displaystyle {\mathcal {P}}(a,b)}, de forma que {\displaystyle (a,b)\in A^{2}}, y se anota:
{\displaystyle {\mathcal {R}}=\left\{\left(a,b\right)\in A^{2}\mid {\mathcal {P}}\left(a,b\right)\right\}}
Que se lee: la relación binaria {\displaystyle {\mathcal {R}}} es el conjunto de pares ordenados {\displaystyle (a,b)} pertenecientes al producto cartesiano {\displaystyle A^{2}}, y para los cuales se cumple la propiedad {\displaystyle {\mathcal {P}}} que los relaciona.
Por oposición a la relación binaria heterogenia, o correspondencia matemática donde los dos elementos de la relación binaria son de conjuntos diferentes.
Esta relación puede cumplir o no una determinada propiedad de la relación binaria homogénea según estas propiedades se determina una determinada estructura en el conjunto respecto a la relación binaria definida.

## Reflexividad
En una relación binaria homogénea la reflexividad determina la posible relación de un elemento con sigo mismo, en todos los casos, nunca o a veces.

### Propiedad reflexiva
Una relación es reflexiva si:
| Dado un conjunto A, y una relación binaria homogénea: R entre sus elementos {\displaystyle R=\{(a,b)\in \;A^{2}:\quad R(a,b)\}} Se dice que esta relación binaria homogénea es relación reflexiva, si cumple: - Relación reflexiva: la relación R es reflexiva si todo elemento a de A está relacionado con sigo mismo. {\displaystyle \forall a\in A:\;(a,a)\in R} Para todo a de A se cumple que (a,a) pertenece a R |

### Propiedad no reflexiva
Una relación es no reflexiva si:
| Dado un conjunto A, y una relación binaria homogénea: R entre sus elementos {\displaystyle R=\{(a,b)\in \;A^{2}:\quad R(a,b)\}} Se dice que esta relación binaria homogénea es relación no reflexiva, si cumple: - Relación no reflexiva: la relación R es no reflexiva si existen elementos a de A que no está relacionados con sigo mismo. {\displaystyle \exists a\in A:\;(a,a)\notin R} Existe a de A que cumple que (a,a) no pertenece a R |

### Propiedad irreflexiva
Una relación es irreflexiva si:
| Dado un conjunto A, y una relación binaria homogénea: R entre sus elementos {\displaystyle R=\{(a,b)\in \;A^{2}:\quad R(a,b)\}} Se dice que esta relación binaria homogénea es relación irreflexiva, si cumple: - Relación irreflexiva: la relación R es irreflexiva si ningún elemento a de A está relacionado con sigo mismo. {\displaystyle \forall a\in A:\;(a,a)\notin R} Para todo a de A se cumple que (a,a) no pertenece a R |

### Propiedad no irreflexiva
Una relación es no irreflexiva si:
| Dado un conjunto A, y una relación binaria homogénea: R entre sus elementos {\displaystyle R=\{(a,b)\in \;A^{2}:\quad R(a,b)\}} Se dice que esta relación binaria homogénea es relación no irreflexiva, si cumple: - Relación no irreflexiva: la relación R es no irreflexiva si existen elementos a de A que están relacionados con sigo mismo. {\displaystyle \exists a\in A:\;(a,a)\in R} Existen elementos a de A que cumplen que (a,a) pertenece a R |

### Propiedad arreflexiva
Una relación es arreflexiva si:
| Dado un conjunto A, y una relación binaria homogénea: R entre sus elementos {\displaystyle R=\{(a,b)\in \;A^{2}:\quad R(a,b)\}} Se dice que esta relación binaria homogénea es relación arreflexiva, si cumple: - Relación arreflexiva: la relación R es arreflexiva si existen elementos a de A que están relacionados con sigo mismo y existen elementos b de A que no están relacionados con sigo mismo. {\displaystyle {\Bigg \{}{\begin{array}{l}\exists a\in A\;:\;(a,a)\in R\\\exists b\in A\;:\;(b,b)\notin R\end{array}}} Existen elementos a de A que cumplen que (a,a) pertenece a R y existen elementos b de A que cumplen que (b,b) no pertenece a R |

## Simetría
En una relación binaria homogénea la simetría determina la posible de que si un elemento a está relacionado con otro b el b este relacionado con el a, en todos los casos, nunca o a veces.

### Propiedad simétrica
Una relación es simétrica si:
| Dado un conjunto A, y una relación binaria homogénea: R entre sus elementos {\displaystyle R=\{(a,b)\in \;A^{2}:\quad R(b,a)\}} Se dice que una relación binaria homogénea es relación simética, si cumple: - Relación simétrica: la relación R es simétrica si el elemento a está relacionado con b, entonces b está relacionado con a. {\displaystyle \forall a,b\in A\;:\;(a,b)\in R\quad \longrightarrow \quad (b,a)\in R} Para todo a, b de A si cumple que (a,b) pertenece a R, entonces (b,a) también pertenece a R. |

### Propiedad no simétrica
Una relación es no simétrica si:
| Dado un conjunto A, y una relación binaria homogénea: R entre sus elementos {\displaystyle R=\{(a,b)\in \;A^{2}:\quad R(b,a)\}} Se dice que una relación binaria homogénea es relación no simétrica, si cumple: - Relación no simétrica: la relación R es no simétrica si existe el elemento a que está relacionado con b y b no está relacionado con a. {\displaystyle \exists a,b\in A\;:\;(a,b)\in R\quad \land \quad (b,a)\notin R} Existen a, b de A que cumple que (a,b) pertenece a R y (b,a) no pertenece a R. |

### Propiedad antisimétrica
Una relación es antisimétrica si:
| Dado un conjunto A, y una relación binaria homogénea: R entre sus elementos {\displaystyle R=\{(a,b)\in \;A^{2}:\quad R(b,a)\}} Se dice que una relación binaria homogénea es relación antisimética, si cumple: - Relación antisimétrica: la relación R es antisimetrica si el elemento a está relacionado con b, entonces b no está relacionado con a. {\displaystyle \forall a,b\in A\;:\;(a,b)\in R\quad \longrightarrow \quad (b,a)\notin R} Para todo a, b de A si cumple que (a,b) pertenece a R, entonces (b,a) no pertenece a R. |

### Propiedad no antisimétrica
Una relación es no antisimétrica si:
| Dado un conjunto A, y una relación binaria homogénea: R entre sus elementos {\displaystyle R=\{(a,b)\in \;A^{2}:\quad R(b,a)\}} Se dice que una relación binaria homogénea es relación no antisimética, si cumple: - Relación no antesimétrica: la relación R es no antisimetrica si existe el elemento a que está relacionado con b y b que está relacionado con a. {\displaystyle \exists a,b\in A\;:\;(a,b)\in R\quad \land \quad (b,a)\in R} Existe a, b de A que cumple que (a,b) pertenece a R y (b,a) pertenece a R. |

### Propiedad asimétrica
Una relación es asimétrica si:
| Dado un conjunto A, y una relación binaria homogénea: R entre sus elementos {\displaystyle R=\{(a,b)\in \;A^{2}:\quad R(b,a)\}} Se dice que una relación binaria homogénea es relación asimética, si cumple: - Relación asimétrica: la relación R es asimétrica si existe el elemento a que está relacionado con b y b está relacionado con a y existe el elemento c que está relacionado con d y d no está relacionado con c. {\displaystyle {\Bigg \{}{\begin{array}{l}\exists a,b\in A\;:\;(a,b)\in R\;\land \;(b,a)\in R\\\exists c,d\in A\;:\;(c,d)\in R\;\land \;(d,c)\notin R\end{array}}} Existe a, b de A que cumple que (a,b) pertenece a R y (b,a) pertenece a R y existe c, d de A que cumple que (c,d) pertenece a R y (d,c) no pertenece a R. |

## Transitividad
En una relación binaria homogénea, la transitividad, determina la posible relación de un elemento con un segundo, la de este segundo con un tercero y la del primero con el tercero, en todos los casos, nunca o a veces.

### Propiedad transitiva
Una relación es transitiva si:
| Dado un conjunto A, y una relación binaria homogénea: R entre sus elementos {\displaystyle R=\{(a,b)\in \;A^{2}:\quad R(b,a)\}} Se dice que una relación binaria homogénea es relación transitiva, si cumple: - Relación transitiva: la relación R es transitiva si el elemento a está relacionado con b y b esta relacionad con c, entonces a está relacionado con c. {\displaystyle \forall a,b,c\in A\;:\;(a,b)\in R\;\land \;(b,c)\in R\quad \longrightarrow \quad (a,c)\in R} Para todo a, b, c de A si se cumple que (a,b) pertenece a R y (b,c) pertecece a R, entonces (a,c) pertenece a R. |

### Propiedad no transitiva
Una relación es no transitiva si:
| Dado un conjunto A, y una relación binaria homogénea: R entre sus elementos {\displaystyle R=\{(a,b)\in \;A^{2}:\quad R(b,a)\}} Se dice que una relación binaria homogénea es relación no transitiva, si cumple: - Relación no transitiva: la relación R es no transitiva si existen los elementos a que está relacionado con b y b que esta relacionad con c y a no esta relacionado con c. {\displaystyle \exists a,b,c\in A\;:\;(a,b)\in R\quad \land \quad (b,c)\in R\quad \land \quad (a,c)\notin R} Existen a, b, c de A que cumple que (a,b) pertenece a R y (b,c) pertecece a R y (a,c) no pertenece a R. |

### Propiedad intransitiva
Una relación es intransitiva si:
| Dado un conjunto A, y una relación binaria homogénea: R entre sus elementos {\displaystyle R=\{(a,b)\in \;A^{2}:\quad R(b,a)\}} Se dice que una relación binaria homogénea es relación intransitiva, si cumple: - Relación intransitiva: la relación R es intransitiva si el elemento a está relacionado con b y b esta relacionad con c, entonces a no está relacionado con c. {\displaystyle \forall a,b,c\in A\;:\;(a,b)\in R\;\land \;(b,c)\in R\quad \longrightarrow \quad (a,c)\notin R} Para todo a, b, c de A si se cumple que (a,b) pertenece a R y (b,c) pertecece a R, entonces (a,c) no pertenece a R. |

### Propiedad no intransitiva
Una relación es no intransitiva si:
| Dado un conjunto A, y una relación binaria homogénea: R entre sus elementos {\displaystyle R=\{(a,b)\in \;A^{2}:\quad R(b,a)\}} Se dice que una relación binaria homogénea es relación no intransitiva, si cumple: - Relación no intransitiva: la relación R es no intransitiva si existen los elementos a que está relacionado con b y b que esta relacionad con c y a está relacionado con c. {\displaystyle \exists a,b,c\in A\;:\;(a,b)\in R\quad \land \quad (b,c)\in R\quad \land \quad (a,c)\in R} Existen a, b, c de A que cumple que (a,b) pertenece a R y (b,c) pertecece a R y (a,c) pertenece a R. |

### Propiedad atransitiva
Una relación es atransitiva si:
| Dado un conjunto A, y una relación binaria homogénea: R entre sus elementos {\displaystyle R=\{(a,b)\in \;A^{2}:\quad R(b,a)\}} Se dice que una relación binaria homogénea es relación atransitiva, si cumple: - Relación atransitiva: la relación R es atransitiva si existen los elementos: a que está relacionado con b y b que está relacionado con c y a está relacionado con c, y existen los elementos d que está relacionado con e y e está relacionado con f y d no está relacionado con f. {\displaystyle {\Bigg \{}{\begin{array}{l}\exists a,b,c\in A\;:\;(a,b)\in R\;\land \;(b,c)\in R\;\land \;(a,c)\in R\\\exists d,e,f\in A\;:\;(d,e)\in R\;\land \;(e,f)\in R\;\land \;(d,f)\notin R\end{array}}} Existen a, b, c de A que cumplen que (a,b) pertenece a R y (b,c) pertenece a R y (a,c) pertenece a R y existen d, e , f de A que cumplen que (d,e) pertenece a R y (e,f) pertenece a R y (d,f) no pertenece a R. |